# Куленко, Олег Иванович
Куленко Олег Иванович (род. 26 февраля 1950 года) — государственный деятель Казахстана, второй аким города Костанай.

## Биография
Родился Олег Иванович в 1950 году в городе Джетыгара Кустанайской области.
Трудовая деятельность
| Годы работы | Должность, место работы, местонахождение организации             |
| 1973 — 1975 | Военный следователь военной прокуратуры Державинского гарнизона  |
| 1975 — 1978 | Прокурор следственного отдела Кустанайской областной прокуратуры |
| 1978 — 1980 | Заместитель прокурора города Костаная                            |
| 1980 — 1985 | Прокурор Тарановского района Костанайской области                |
| 1985 — 1988 | Прокурор города Житикары Костанайской области                    |
| 1988 — 1995 | Начальник отдела общего надзора прокуратуры Костанайской области |
| 1997 — 1998 | Прокурор города Костаная Костанайской области                    |
| 1998 — 1999 | Аким города Костаная Костанайской области                        |